# Maschenware

Schematische Darstellung der Schleifen einer Strickware

Als Maschenware werden textile Flächengebilde oder textile Raumgebilde bezeichnet, bei denen eine mittels Faden gebildete Schleife in eine andere Schleife hineingeschlungen ist. Die auf diese Weise entstehenden Maschen können unter Verwendung eines Fadens oder mehrerer Fäden gebildet werden. 
Damit unterscheiden sich Maschenwaren von Geweben, bei der die Fläche durch Verkreuzen von zwei Fadensystemen hergestellt wird, und auch von Vliesen, bei denen ein loser Faserflor beispielsweise durch Wärme verfestigt wird. Maschenware zeichnet sich im Vergleich zum Gewebe durch eine höhere Dehnbarkeit, Elastizität und infolgedessen geringere Knitterbildung aus.
Bei den Maschenwaren unterscheidet man zwischen Strickware und Wirkware. Die Herstellung der Maschenwaren erfolgt dabei in Einfadentechnik (Strickwaren und Kulierwirkwaren) oder in Kettfadentechnik (Mehrfadenware als Kettenstrickware und Kettenwirkware).